# Райка кубинська
Райка кубинська (Osteopilus septentrionalis) — вид земноводних з роду Карибська райка родини Райкові.

## Опис
Другий за розміром представник роду. Спостерігається статевий диморфізм: самиці більші за самців. Самиці можуть виростати до 14 см завдовжки, хоча зазвичай їх довжина становить близько 12,5 см, самці з середньому досягають 9 см. Досить витончена райка, з довгими тонкими пальцями, розширеними на кінцях в округлі присоски. Шкіра вкрита шаром горбків, забарвлених зазвичай дещо темніше за загальний фон. Забарвлення самців буре або бежеве, самиць — бежеве або зелене. На спинній стороні лап часто виражені світлі та темні поперечні смуги. Черево світлого забарвлення.

## Спосіб життя
Полюбляє зарості рослин поблизу водоймищ. Посушливий зимовий період проводить в сплячці. Активна в нічний час, день проводить в різних укриттях, ховаючись під корою, кущиками бромелий, в дуплах або в водоймах. Живиться різними комахами, яких підстерігає сидячи в засідці на оточуючих водойми рослинах. Може також поїдати павуків і навіть дрібних жаб.
Розмноження тісно пов'язане з водоймами. Ця райка може розмножуватися цілий рік, але найчастіше відбувається в сезон дощів — з травня по жовтень. Самиця відкладає від 100 до 1000 яєць. Личинки з'являються через зо годин. Їх розвиток триває до 1 місяця.

## Розповсюдження
Мешкає на Кубі, Багамських і Кайманових островах. Цю райку було завезено до південних штатів США, Пуерто-Рико, островів Антигуа, Ангілья, Сент-Мартін і Саба.